# White Star Line

Flaga White Star Line

White Star Line – linia żeglugowa obsługująca najpierw szlak australijski, a następnie północnoatlantycki. Jej początek sięga roku 1845, kiedy powstała firma White Star Line of Boston Packets. 18 stycznia 1868 została odkupiona i jednocześnie uratowana od bankructwa przez Thomasa Ismaya za 1000 funtów szterlingów. Ismay rozpoczął ścisłą współpracę ze stocznią Harland and Wolff w Belfaście. Stocznia ta wybudowała ogromną większość statków dla White Star Line.

## Fatum nad White Star Line
White Star Line zanotowała w swojej długiej historii kilka poważnych morskich katastrof. W 1873 RMS Atlantic zatonął niedaleko Halifaksu, zabierając ze sobą 585 pasażerów. W 1893 Naronic poszedł na dno z 74 pasażerami na pokładzie w trakcie rejsu z Liverpoolu do Nowego Jorku. W 1909 zatonął RMS Republic po zderzeniu z liniowcem SS Florida, wówczas zginęły 4 osoby.
Jednak największym źródłem nieszczęść okazały się trzy bliźniacze statki klasy Olympic (Olympic, Titanic, Britannic), które White Star Line zamówiła w stoczni Harland and Wolff. Miały one być najbezpieczniejszymi jednostkami na wodzie. W 1911 Olympic zderzył się z krążownikiem HMS Hawke, wskutek czego został dość poważnie uszkodzony, nie tonąc jednak. W kwietniu 1912 zatonął po zderzeniu z górą lodową Titanic, wraz z nim utonęło ponad 1500 pasażerów. Była to najsłynniejsza morska katastrofa wszech czasów. Podczas I wojny światowej siostrzany statek Titanica – szpitalny statek Britannic zatonął po wpłynięciu na minę. Wówczas życie straciło 30 osób. Z trzech statków klasy Olympic tylko Olympic miał udaną karierę liniowca, wsławił się również zatopieniem niemieckiego U-Boota U-103. W 1934 Olympic zderzył się z latarniowcem, wskutek czego śmierć poniosło 7 osób. Po tym zdarzeniu Olympic zakończył swoją karierę i został rozebrany na złom.
W 1933 dwie największe linie pasażerskie – White Star Line i Cunard Line znalazły się w poważnych tarapatach finansowych, spowodowanych mniejszą liczbą pasażerów i starzejącą się flotą. W 1931 rozpoczęto prace nad nowym gigantycznym liniowcem Hull 534 (później RMS Queen Mary)
W 1933 otrzymały pomoc finansową od brytyjskiego rządu, a umowę o pomocy podpisano 30 grudnia 1933.
White Star Line połączyła się z linią Cunarda 10 maja 1934. Nowa spółka została nazwana Cunard-White Star Limited. Później Cunard wykupił wszystkie akcje White Star Line i w 1947 wchłonął swojego byłego konkurenta.

## Statki White Star Line

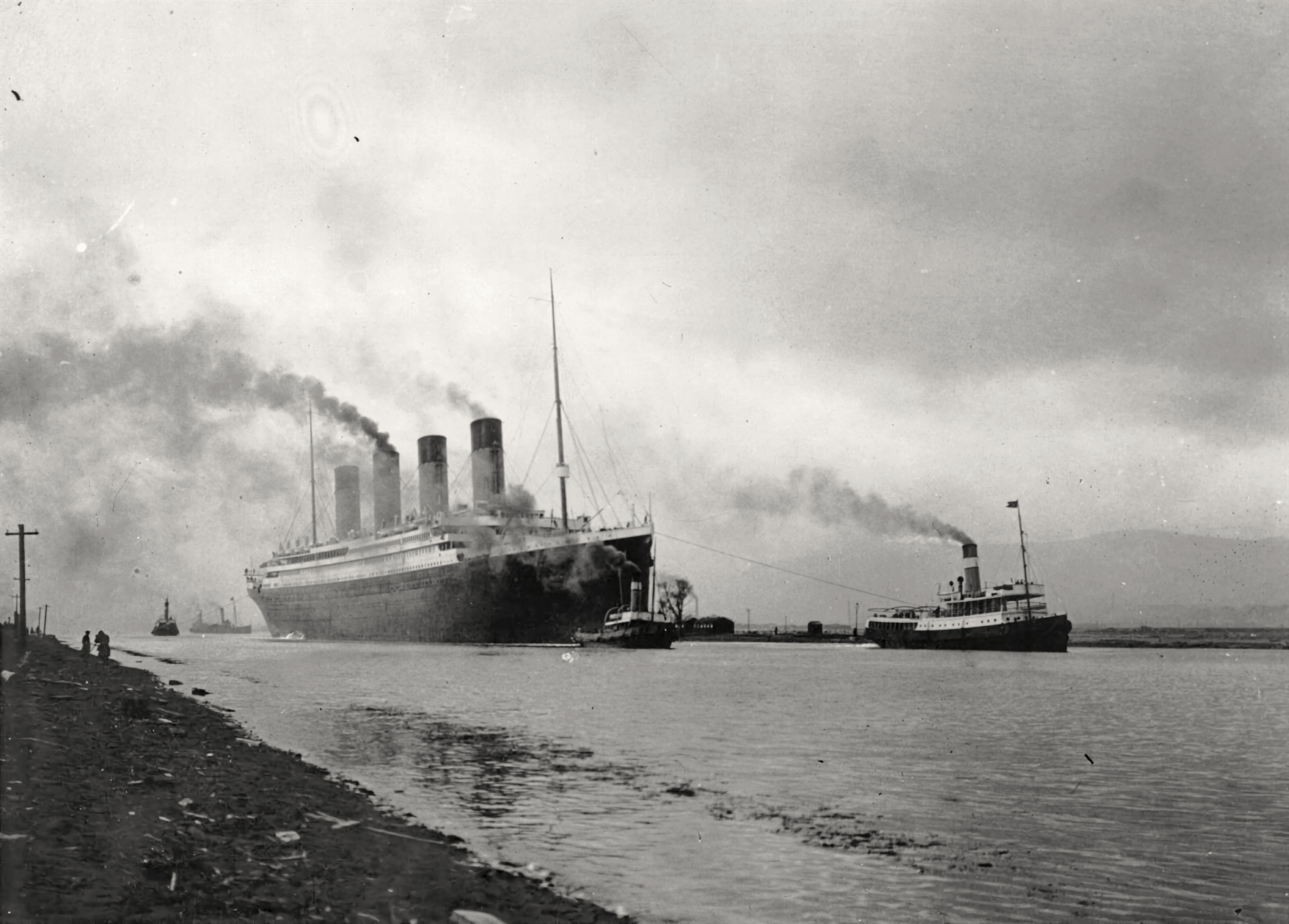
Titanic – najbardziej znany statek linii White Star

Lista alfabetyczna statków pływających dla White Star Line, wraz z rokiem dziewiczego rejsu.
Większość statków miała nazwy kończące się na -ic, co było zasadą nadawania nazw w White Star Line (konkurent – linia Cunard – nadawała swoim statkom nazwy kończące się na -ia, np. Mauretania, Lusitania.
Jednostki White Star Line w kolejności alfabetycznej (w nawiasie podana data pierwszego rejsu; w razie zmiany nazwy najpierw podano pierwotną):

- RMS Adriatic I (1872)
- RMS Adriatic II (1907)
- RMS Afric (1899)
- RMS Albertic (1919)
- RMS Alexandra Woermann (1898)
- RMS Asiatic II/Arabic I (1881)
- RMS Arabic II (1903)
- RMS Arabic III (1908)
- RMS Armenian (1895)
- RMS Asiatic I (1871)
- RMS Athenic (1902)
- RMS Atlantic (1870)
- RMS Pacific/Baltic I (1871)
- RMS Baltic II (1904)
- RMS Bardic (1919)
- RMS Belgic I (1873)
- RMS Belgic II (1885)
- RMS Belgic III (1903)
- RMS Belgic IV (1917)
- SS Blue Jacket (1854)
- RMS Bovic (1892)
- RMS Hellenic/Britannic I (1874)
- HMHS Britannic (1915) (początkowo RMS Gigantic)
- RMS Britannic III (1930)
- RMS Calgaric (1918)
- RMS Canopic (1900)
- RMS Cedric (1903)
- RMS Arctic/Celtic I (1872)
- RMS Celtic II (1901)
- RMS Ceramic (1913)
- RMS Cevic (1894)
- RMS Coptic (1881)
- RMS Corinthic (1902)
- RMS Cretic (1902)
- RMS Cufic I (1888)
- RMS Cufic II (1895)
- RMS Cymric (1898)
- RMS Delphic I (1897)
- RMS Doric I (1883)
- RMS Doric II (1923)
- RMS Frankfurt (1899)
- RMS Gaelic I (1873)
- RMS Gaelic II (1885)
- RMS Gallic I (1894)
- RMS Gallic II (1918)
- RMS Georgic I (1895)
- RMS Georgic II (1931)
- RMS Germanic (1874)
- RMS Gothic (1893)
- RMS Haverford (1901)
- RMS Homeric II (1922)
- RMS Hunslet (1898)
- RMS Ionic I (1883)
- RMS Ionic II (1902)
- RMS Justicia (1917)
- RMS Lapland (1909)
- RMS Laurentic I (1909)
- RMS Laurentic II (1927)
- RMS Magnetic (1891)
- RMS Majestic I (1887)
- RMS Majestic II (1914)
- RMS Medic (1898)
- RMS Megantic (1909)
- RMS Mersey (1894)
- RMS Mobile (1909)
- RMS Naronic (1892)
- RMS Nomadic I (1891)
- SS Nomadic II (1911)
- RMS Zeeland/Northland (1911)
- RMS Oceanic I (1871),
- RMS Oceanic II (1899)
- RMS Olympic (1911)
- RMS Persic (1899)
- RMS Pittsburgh (1922)
- RMS Poland (1898)
- RMS Pontic (1894)
- SS Red Jacket (1853)
- RMS Regina (1918)
- RMS Republic (1871)
- RMS Republic (1903)
- RMS Romanic (1898)
- RMS Royal Standard (1863)
- RMS Runic I (1889)
- RMS Runic II (1900)
- RMS Victorian/Russian (1895)
- RMS Sirius (1865)
- RMS Vaderland/Southland (1900)
- SS Suevic (1900)
- RMS Tauric (1891)
- RMS Tayleur (1854)
- RMS Teutonic (1889)
- RMS Titanic (1912)
- RMS Traffic I (1873)
- SS Traffic II (1911)
- RMS Tropic I (1871)
- RMS Tropic II (1896)
- RMS Vedic (1918)
- RMS Victorian (1895)
- RMS Ypiranga (1908),
- RMS Zealandic (1911)
- RMS Zeppelin (1915)